# Marc d'Aréthuse
Marc d'Aréthuse, né vers 300 et mort en 364, est une personnalité du christianisme ancien. Élu évêque de la ville d'Aréthuse (aujourd'hui al-Rastan, sur l'Oronte, près de Homs), dans la province romaine de Syrie, sous le règne de Constantin Ier. 

## Biographie
Marc a participé à la crise de l'arianisme. Tandis que les ariens estimaient que le Fils est d'une nature différente de celle du Père, Marc se rangea tout d'abord parmi les évêques semi-ariens qui estimaient que le mot homoousios du credo de Nicée (« de même nature » que le Père) devait être remplacé par homoiousios (« de nature semblable »).
Il assista au concile de Sardique (en 343) et au premier de Sirmium en 351. Il semble qu'il cherchait une conciliation entre ariens et nicéens mais se rallia finalement au camp des évêques partisans du concept de l’homoousios.
D'après le Martyrologe romain, il participa à la destruction en 361 d'un temple dans sa ville et fut livré à la foule qui le tortura en punition sous l'empereur Julien. Ainsi, il peut être considéré comme un confesseur de la foi.  

## Vénération
Marc d'Aréthuse est célébré comme saint par l'Église orthodoxe et par l'Église catholique romaine qui le fête le 29 mars.